# 井上章 (地方公務員)
井上 章（いのうえ あきら、1950年または1951年 - ）は、日本の地方公務員 (技術公務員)。大阪府都市整備部長。大阪高速鉄道代表取締役社長。瑞宝小綬章受章者。

## 人物・経歴
大阪市出身。1973年 (昭和48年) 大阪大学工学部土木工学科卒。
同年４月から大阪府庁に入職し、土木部土木総務課に勤務。その後、富田林、八尾、茨木の各土木事務所、1987年５月 土木部道路課主査、1991年 (平成3年) ５月 東京事務所主幹、 1999年5月 茨木土木事務所長、2001年4月 総務部副理事、2002年4月 土木部副理事兼交通道路室道路整備課長、2003年４月 交通道路室長、2005年4月 土木部理事、2006年4月 住宅まちづくり部理事、 2007年４月 都市整備部技監を経て、2009年4月から都市整備部長。退任後、大阪高速鉄道代表取締役社長。
交通網に関してはなにわ筋線の調査開始や第二京阪道路の供用開始、鳥飼大橋に取り組み、河川整備では槇尾川ダムと安威川ダムの見直しに取り組んだ。また入札契約制度に関しては、最低制限価格と低入札価格調査基準価格を改正するなどダンピング対策を行った。
2021年4月 令和3年春の叙勲で瑞宝小綬章を受章。